# Nakhon Sawan
Nakhon Sawan (tiếng Thái: นครสวรรค์) là một thành phố (thesaban nakhon) ở Thái Lan, tên gọi có nghĩa "Thiên Thành". Thành phố này là thủ phủ của tỉnh có cùng tên, và địa giới bao gồm toàn bộ phó huyện (tambon) Pak Nam Pho và một phần của các huyện Khwae Yai, Nakhon Sawan Tok, Nakhon Sawan Ok và Wat Sai, toàn bộ huyện Mueang Nakhon Sawan. Dân số thành phố này năm 2006 là 93.141 người.
Nakhon Sawan nằm cách phía bắc thủ đô Bangkok khoảng 240 km và là điểm hợp lưu của hai chi lưu chính của sông Chao Phraya là sông Ping và sông Nan. Thành phố này nằm trong một thung lũng. Nhiệt độ mùa Hè có thể lên đến 43 °C.
Bueng Boraphet nằm ở phía đông của Nakhon Sawan là đầm lầy nước ngọt lớn nhất Thái Lan.

## Khí hậu
| Dữ liệu khí hậu của Nakhon Sawan (1981–2010) | Dữ liệu khí hậu của Nakhon Sawan (1981–2010) | Dữ liệu khí hậu của Nakhon Sawan (1981–2010) | Dữ liệu khí hậu của Nakhon Sawan (1981–2010) | Dữ liệu khí hậu của Nakhon Sawan (1981–2010) | Dữ liệu khí hậu của Nakhon Sawan (1981–2010) | Dữ liệu khí hậu của Nakhon Sawan (1981–2010) | Dữ liệu khí hậu của Nakhon Sawan (1981–2010) | Dữ liệu khí hậu của Nakhon Sawan (1981–2010) | Dữ liệu khí hậu của Nakhon Sawan (1981–2010) | Dữ liệu khí hậu của Nakhon Sawan (1981–2010) | Dữ liệu khí hậu của Nakhon Sawan (1981–2010) | Dữ liệu khí hậu của Nakhon Sawan (1981–2010) | Dữ liệu khí hậu của Nakhon Sawan (1981–2010) |
| Tháng                                        | 1                                            | 2                                            | 3                                            | 4                                            | 5                                            | 6                                            | 7                                            | 8                                            | 9                                            | 10                                           | 11                                           | 12                                           | Năm                                          |
| -------------------------------------------- | -------------------------------------------- | -------------------------------------------- | -------------------------------------------- | -------------------------------------------- | -------------------------------------------- | -------------------------------------------- | -------------------------------------------- | -------------------------------------------- | -------------------------------------------- | -------------------------------------------- | -------------------------------------------- | -------------------------------------------- | -------------------------------------------- |
| Cao kỉ lục °C (°F)                           | 37.8 (100.0)                                 | 39.7 (103.5)                                 | 41.4 (106.5)                                 | 42.4 (108.3)                                 | 42.4 (108.3)                                 | 40.0 (104.0)                                 | 39.5 (103.1)                                 | 38.6 (101.5)                                 | 36.2 (97.2)                                  | 36.1 (97.0)                                  | 37.5 (99.5)                                  | 36.3 (97.3)                                  | 42.4 (108.3)                                 |
| Trung bình ngày tối đa °C (°F)               | 32.9 (91.2)                                  | 35.2 (95.4)                                  | 37.0 (98.6)                                  | 38.1 (100.6)                                 | 35.9 (96.6)                                  | 34.8 (94.6)                                  | 34.1 (93.4)                                  | 33.6 (92.5)                                  | 33.1 (91.6)                                  | 32.5 (90.5)                                  | 32.1 (89.8)                                  | 31.4 (88.5)                                  | 34.2 (93.6)                                  |
| Trung bình ngày °C (°F)                      | 25.5 (77.9)                                  | 28.1 (82.6)                                  | 30.2 (86.4)                                  | 31.4 (88.5)                                  | 30.0 (86.0)                                  | 29.4 (84.9)                                  | 28.8 (83.8)                                  | 28.4 (83.1)                                  | 28.0 (82.4)                                  | 27.7 (81.9)                                  | 26.5 (79.7)                                  | 24.6 (76.3)                                  | 28.2 (82.8)                                  |
| Tối thiểu trung bình ngày °C (°F)            | 19.3 (66.7)                                  | 22.2 (72.0)                                  | 24.7 (76.5)                                  | 26.1 (79.0)                                  | 25.7 (78.3)                                  | 25.4 (77.7)                                  | 25.1 (77.2)                                  | 24.8 (76.6)                                  | 24.5 (76.1)                                  | 24.0 (75.2)                                  | 21.8 (71.2)                                  | 18.8 (65.8)                                  | 23.5 (74.3)                                  |
| Thấp kỉ lục °C (°F)                          | 11.2 (52.2)                                  | 10.4 (50.7)                                  | 14.1 (57.4)                                  | 21.3 (70.3)                                  | 21.2 (70.2)                                  | 22.0 (71.6)                                  | 21.5 (70.7)                                  | 21.5 (70.7)                                  | 21.0 (69.8)                                  | 16.2 (61.2)                                  | 11.9 (53.4)                                  | 7.7 (45.9)                                   | 7.7 (45.9)                                   |
| Lượng Giáng thủy trung bình mm (inches)      | 4.3 (0.17)                                   | 11.9 (0.47)                                  | 33.1 (1.30)                                  | 63.7 (2.51)                                  | 150.7 (5.93)                                 | 137.3 (5.41)                                 | 148.0 (5.83)                                 | 178.3 (7.02)                                 | 237.0 (9.33)                                 | 153.4 (6.04)                                 | 27.4 (1.08)                                  | 4.6 (0.18)                                   | 1.149,7 (45.26)                              |
| Số ngày mưa trung bình                       | 1.0                                          | 1.4                                          | 3.1                                          | 5.8                                          | 13.6                                         | 14.7                                         | 16.6                                         | 18.5                                         | 18.9                                         | 14.0                                         | 3.6                                          | 0.9                                          | 112.1                                        |
| Độ ẩm tương đối trung bình (%)               | 66                                           | 63                                           | 62                                           | 64                                           | 73                                           | 74                                           | 76                                           | 79                                           | 83                                           | 82                                           | 76                                           | 69                                           | 72                                           |
| Số giờ nắng trung bình tháng                 | 279.0                                        | 245.8                                        | 275.9                                        | 240.0                                        | 158.1                                        | 117.0                                        | 120.9                                        | 117.8                                        | 108.0                                        | 179.8                                        | 219.0                                        | 260.4                                        | 2.321,7                                      |
| Số giờ nắng trung bình ngày                  | 9.0                                          | 8.7                                          | 8.9                                          | 8.0                                          | 5.1                                          | 3.9                                          | 3.9                                          | 3.8                                          | 3.6                                          | 5.8                                          | 7.3                                          | 8.4                                          | 6.4                                          |
| Nguồn 1:                                     |                                              |                                              |                                              |                                              |                                              |                                              |                                              |                                              |                                              |                                              |                                              |                                              |                                              |
| Nguồn 2:                                     |                                              |                                              |                                              |                                              |                                              |                                              |                                              |                                              |                                              |                                              |                                              |                                              |                                              |